# تانیس (محوطه دیرینه‌شناسی)

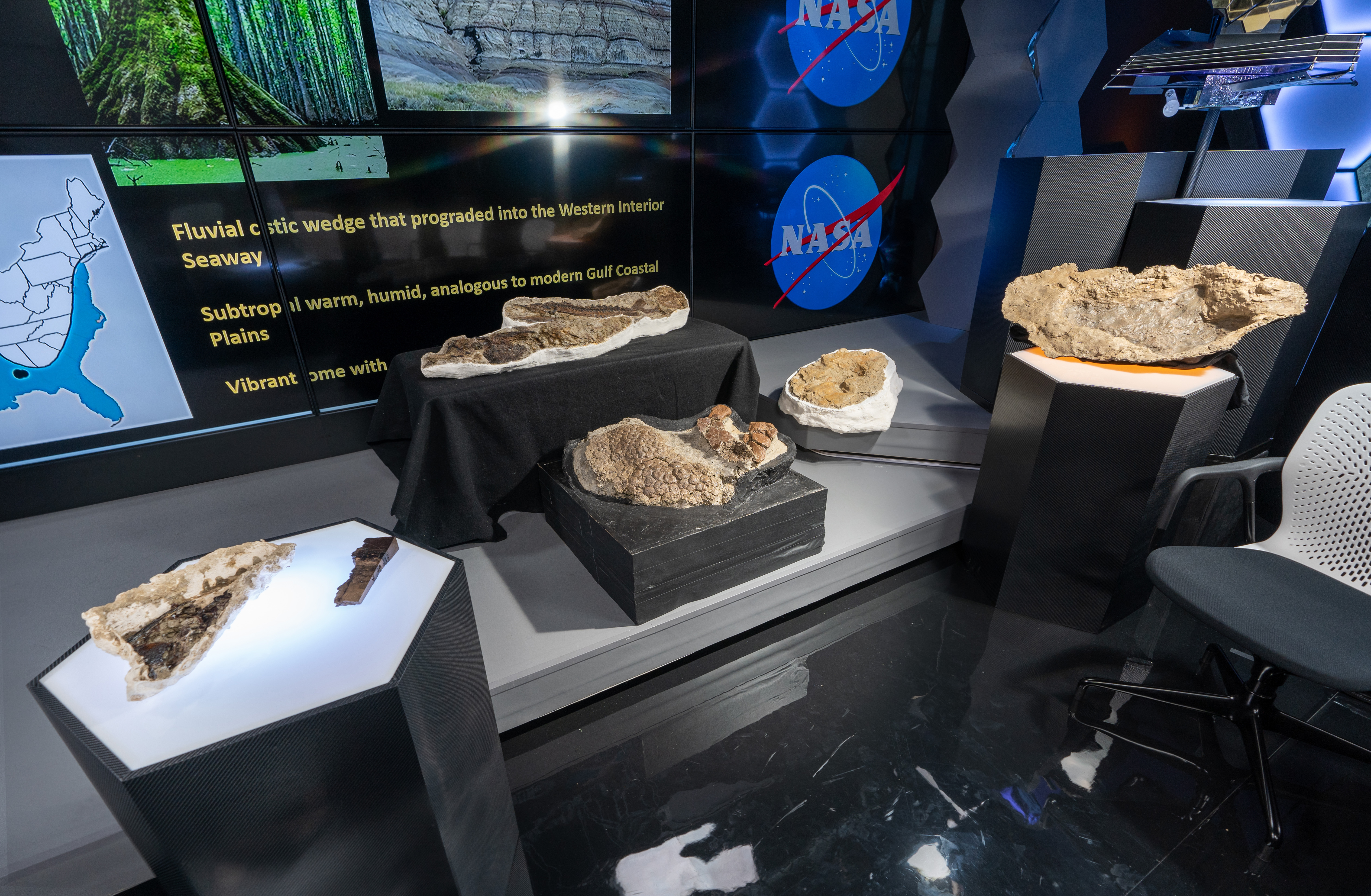
فسیل‌های مختلفی از سایت تانیس

تانیس (به انگلیسی: Tanis) محوطه‌ای است که به مکان مورد توجه دیرینه‌شناسی در جنوب غربی داکوتای شمالی، ایالات متحده داده شده‌است،: pg.11  و رودخانه باستانی که بخشی از آن بوده‌است.: p.8192 : p.8192 تانیس بخشی از جهنمی است که به شدت مورد مطالعه قرار گرفته‌است. سازند نهر، گروهی از سنگ‌ها که در چهار ایالت در آمریکای شمالی قرار دارند و به خاطر بسیاری از اکتشافات فسیلی مهم از کرتاسه فوقانی و پالئوسن پایین شهرت دارند. تانیس یک سایت خارق‌العاده و منحصربه‌فرد است زیرا به نظر می‌رسد که رویدادها را از اولین دقایق تا چند ساعت پس از برخورد سیارک غول پیکر Chicxulub با جزئیات بسیار ثبت می‌کند. این ضربه که ۶۶٫۰۴۳ میلیون سال پیش به خلیج مکزیک برخورد کرد، همه دایناسورهای غیر پرنده و بسیاری از گونه‌های دیگر (به اصطلاح انقراض "K-Pg" یا "K-T") را از بین برد. رویداد انقراض ناشی از این ضربه راه را برای تسلط پستانداران از جمله انسان بر زمین هموار کرد.: pg.11 
این مکان در ابتدا در سال ۲۰۰۸ توسط پروفسور استیو نیکلاس دانشگاه جورجیا شمالی و راب سولا دیرینه‌شناس میدانی کشف شد.